# Лесной пелтопс
Лесной пелтопс (лат. Peltops blainvillii) — вид птиц из семейства ласточковых сорокопутов. Подвидов не выделяют. Эндемик Новой Гвинеи. Видовое название дано в честь французского зоолога Анри-Мари де Бленвиля (фр. Henri Marie Ducrotay de Blainville; 1777—1850).

## Описание
Лесной пелтопс достигает длины 18—19 см и массы около 30 г. Половой диморфизм не выражен. Характеризуется массивным телосложением, заостренными крыльями, длинным хвостом, слегка раздвоенным на конце и большой головой с изогнутым книзу клювом. Окраска оперения в основном глянцевого синевато-чёрного цвета, маховые перья и хвост с коричневым оттенком. Заметное белое пятно сбоку головы тянется от затылка до шеи. Несколько белых перьев на мантии образуют размытое белое пятно. Надхвостье и верхние кроющие перья хвоста красные. Бёдра, нижняя часть брюха, подхвостье и нижние кроющие перья хвоста красные. Испод крыльев белого цвета. Радужная оболочка от красного до тёмно-красновато-коричневого цвета; клюв и ноги чёрные. Молодые особи похожи на взрослых, но более тусклые, с серовато-чёрным оперением, меньшим количеством белого цвета на горле и белыми кончиками верхних кроющих перьев крыльев.

## Вокализация
Песня представляет собой немузыкальную серию щелчков, похожую на звук, производимый при заводке часов ключом. Также описана песня из трёх быстрых пар нот, все на одной высоте, первая нота каждой пары короткая и безударная; может повторяться много раз; певец наклоняет голову вниз и вперед при каждом произнесённом звуке. Иногда раздается одиночный громкий, хриплый, невнятный «wheep», редко — пронзительный щебечущий крик.

## Распространение и места обитания
Лесной пелтопс распространён на всей территории Новой Гвинеи (за исключением района южнее реки Флай), а также на островах Раджа-Ампат (Вайгео, Салавати и Мисоол). Обитает в равнинных тропических лесах, предпочитает массивные деревья, возвышающиеся над кроной другой растительности; лесные прогалины и опушки, берега рек и другие разрежённые участки, включая измененные человеком, такие как дороги и сады. Встречается на высоте до 600 метров над уровнем моря.

## Поведение и биология
Представители вида ведут дневной образ жизни, территориальны, проводят большую часть дня в семейных группах из трёх или четырёх особей на высоких открытых присадах и совершая вылазки за добычей, иногда почти до уровня земли. Питаются преимущественно насекомыми, включая стрекоз (Odonata). Добычу съедают или в воздухе, или забирают на присаду.
Биология размножения практически не исследована. Лесной пелтопс гнездится, вероятно, в середине—конце сухого сезона. Территориальный, присутствует на своей территории круглый год. Гнездо представляет собой небольшую чашечку из веточек и корешков, располагается на высоте более 6 м над землей на внешних ветвях дерева на краю поляны. Другой информации нет.